# Lovelyz
Lovelyz (Koreaans: 러블리즈) is een meisjesband uit Zuid-Korea opgericht in 2014 door Woollim Entertainment. Het is de eerste meidengroep van Woollim. De groep bestaat uit 8 leden: Baby Soul, Jiae, Jisoo, Mijoo, Kei, Jin, Sujeong, en Yein. Hun debuutalbum, Girls' Invasion, werd uitgebracht op 17 november 2014.
In 2016 werd de band ingezet als ambassadeur om het roken in het Koreaanse leger tegen te gaan.
In 2018 bracht Lovelyz een volledig instrumentaal album uit: Muse on music. Dit album bevat drie CD's die zijn samengesteld uit nummers van hun voorgaande acht albums, waarbij de nummers zijn ingepast in een van de thema's 'schemering', 'dag' of 'nacht'.

## Leden
- Baby Soul
- Jiae
- Jisoo
- Mijoo
- Kei
- Jin
- Sujeong
- Yein